# Malarce-sur-la-Thines
Malarce-sur-la-Thines é uma comuna francesa na região administrativa de Auvérnia-Ródano-Alpes, no departamento de Ardèche. Estende-se por uma área de 37,34 km². Em 2010 a comuna tinha 248 habitantes (densidade: 6,6 hab./km²).